# Ariel Rauschenberger
Ariel Rauschenberger (Bernasconi, 26 de abril de 1966) es un contador y político argentino del Partido Justicialista, que se desempeñó como diputado nacional por la provincia de La Pampa entre 2017 y 2021.

## Biografía
Nació en 1966 en Bernasconi, localidad cabecera del departamento Hucal de la provincia de La Pampa. Su padre, miembro del Partido Justicialista, se desempeñó como intendente de dicha localidad. Estudió contabilidad en la Universidad Nacional de La Pampa, donde se graduó en 1991. Ejerció la profesión en el ámbito privado y también fue productor agropecuario.
En diciembre de 1991, aún siendo estudiante, fue designado Tesorero General de la provincia de La Pampa, durante la gobernación de Rubén Marín. Fue seleccionado por el entonces ministro provincial de Hacienda, Osvaldo Dadone, porque tenía la calificación promedio más alta de su clase. En 1994, fue nombrado subsecretario de Hacienda de la provincia, permaneciendo en el cargo durante la gobernación de Carlos Verna.
En 2007, el gobernador Óscar Mario Jorge lo nombró ministro de Hacienda y Finanzas, desempeñando el cargo hasta 2011. Posteriormente, entre 2012 y 2015, se desempeñó como ministro de Coordinación de Gabinete.
En las elecciones provinciales de 2015, se postuló para un escaño en la Cámara de Diputados de la Provincia de La Pampa. Fue el decimocuarto candidato en la lista del Partido Justicialista, que obtuvo el 48,60% de los votos, suficiente para que Rauschenberger fuera elegido.
En las elecciones legislativas de 2017, fue el primer candidato en la lista del Partido Justicialista a la Cámara de Diputados de la Nación. La lista fue la más votada con el 45,42% de los votos y Rauschenberger resultó elegido. Es vicepresidente segundo de la comisión de Presupuesto y Hacienda e integra como vocal las comisiones de Economía; de Economías y Desarrollo Regional; de Comercio; de Agricultura y Ganadería; de Ciencia, Tecnología e Innovación Productiva; y del Derecho del Consumidor, del Usuario y de la Competencia. Votó a favor de los dos proyectos de ley de Interrupción Voluntaria del Embarazo que fueron debatidos por el Congreso argentino en 2018 y 2020.
Antes de las elecciones primarias de 2021, fue confirmado como uno de los candidatos a la reelección en la lista del Frente de Todos en La Pampa.